# Rechtshof der Konföderation evangelischer Kirchen in Niedersachsen
Der Rechtshof der Konföderation evangelischer Kirchen in Niedersachsen wurde als Kirchengericht auf Beschluss der Synode der Konföderation evangelischer Kirchen in Niedersachsen im Jahr 1973 errichtet. Der Rechtshof hat seinen Sitz in Hannover.

## Aufgaben
Der Rechtshof ist das gemeinsame Verfassungs-, Verwaltungs- und Disziplinargericht der Konföderation ev. Kirchen, der Evangelisch-lutherischen Landeskirche Hannovers, der Evangelisch-Lutherischen Landeskirche in Braunschweig, der Evangelisch-Lutherischen Kirche in Oldenburg und der Evangelisch-lutherischen Landeskirche Schaumburg-Lippe.
Er entscheidet beispielsweise bei Fragen der Verfassung über die Auslegung des Vertrages über die Bildung einer Konföderation evangelischer Kirchen in Niedersachsen, wenn Meinungsverschiedenheiten zwischen Organen der Konföderation über den Umfang ihrer Rechte und Pflichten bestehen, über die Vereinbarkeit von Kirchlichen Gesetzen und Verordnungen.
Bei Verwaltungssachen entscheidet er z. B. über den Antrag auf Aufhebung eines Verwaltungsaktes oder über Klagen kirchlicher Körperschaften gegen Entscheidungen der Aufsichtsbehörden, die diese in Ausübung der Aufsicht über kirchliche Körperschaften treffen.
Bei Disziplinarverfahren entscheidet der Rechtshof nach den Bestimmungen des Disziplinargesetzes der Evangelischen Kirche in Deutschland (DG.EKD).

## Organisation und Besetzung
Der Rechtshof besteht aus dem Präsidenten Martin Goos (Vorgänger: Thomas Smollich,  Ilsemarie Meyer, Manfred-Carl Schinkel), dem Vizepräsidenten, dem Vorsitzenden der Kammer für Disziplinarsachen sowie Beisitzern und stellvertretenden Beisitzern. Er gliedert sich in den Senat für Verfassungssachen, den Senat für Verwaltungssachen und die Kammer für Disziplinarsachen. Die Mitglieder werden vom Rat der Konföderation für die Dauer von 6 Jahren benannt. Präsident, Vizepräsident, der Vorsitzende der Kammer für Disziplinarsachen und ihre Stellvertreter müssen zum Richteramt befähigt sein.
Die Disziplinarkammer ist auch für den Bereich der VELKD zuständig. Rechtsmittelgericht ist in Verwaltungssachen das Verfassungs- und Verwaltungsgericht der VELKD, in Disziplinarsachen der Kirchengerichtshof der EKD.

## Zuständige Kirchenleitende Organe der Landeskirchen
- Für die Ev.-luth.  Landeskirche Hannover: der Kirchensenat
- Für die Ev.-luth. Landeskirche in Braunschweig: die Kirchenregierung
- Für die  Ev.-luth. Kirche in Oldenburg: der Oberkirchenrat
- Für die Ev.-luth. Landeskirche Schaumburg-Lippe: der Landeskirchenrat